# Cuauhtémoc Cárdenas
Cuauhtémoc Lázaro Cárdenas Solórzano (Città del Messico, 1º maggio 1934) è un politico messicano, figlio del presidente Lázaro Cárdenas del Río e fondatore del Partito della Rivoluzione Democratica.
Dopo aver ricoperto le cariche di senatore e di governatore dello stato di Michoacán, nel 1988 si candidò alle elezioni presidenziali, perdendo contro l'ex compagno di partito del PRI Carlos Salinas. Sulla sconfitta influirono pesantemente brogli ammessi dopo molti anni dall'allora capo dello stato Miguel de la Madrid. Successivamente Cárdenas si candidò alla presidenza del Messico in altre due occasioni (1994 e 2000), sempre senza successo.
Dal 1997 al 1999 fu capo del governo di Città del Messico, il primo eletto a suffragio diretto.